# Meer van Zürich
Het meer van Zürich (Duits: Zürichsee) ligt ten zuidoosten van de stad Zürich in de Zwitserse kantons Zürich, Sankt Gallen en Schwyz.
Het meer wordt gevuld hoofdzakelijk met water uit de rivier de Linth. Het water stroomt uit het meer via de rivier de Limmat in Zürich, die uiteindelijk in de Rijn uitmondt. De oppervlakte van het meer is 88,7 km². De lengte is maximaal 40 km en de breedte maximaal 3,85 km. Het meer ligt op 406 meter hoogte en heeft een maximale diepte van 143 meter. Het meer bevat ongeveer 3900 miljoen m3 water. In het meer bevinden zich 2 eilanden, waarvan het eiland Ufenau bewoond is en het eiland Lützelau tot natuurgebied verklaard is.
Het meer van Zürich is ontstaan uit een gletsjer (Linthglesjer) ten tijde van de laatste ijstijd.
Aan de oostkant van het meer ligt de "Goudkust" van Zürich met kapitale gebouwen en villa's. Steden aan het meer zijn Zürich, Rapperswil, Stäfa, Horgen, Thalwil, Wädenswil, Richterswil, Pfäffikon en Lachen. Tussen Horgen en Meilen wordt een auto-veerdienst , en tussen Stäfa, Männedorf en Wädenswil een passagiersdienst onderhouden. Verder worden vanaf Zürich in de zomermaanden verschillende veerdiensten onderhouden, die de dorpen en steden, via het water, met elkaar verbinden. Deze passagierdiensten zijn uitsluitend bestemd voor het toerisme. Er bestaat een kleine visserij-industrie.
Het meer was voor de laatste keer geheel bevroren in 1963.
Meer van Ägeri · Meer van Biel · Bodenmeer · Meer van Brienz · Meer van Genève · Meer van Lugano · Lago Maggiore · Meer van Murten · Meer van Neuchâtel · Meer van Thun · Triftmeer · Vierwoudstrekenmeer · Walenmeer · Meer van Zug · Meer van Zürich